# (52872) Ocírroe
52872 Ocírroe (a veces citado por su grafía en latín e inglés, Okyrrhoe) es un cuerpo menor del sistema solar, un centauro que orbita en el sistema solar exterior, entre Júpiter y Saturno. Fue descubierto el 19 de septiembre de 1998, por el equipo de Spacewatch en el Observatorio Nacional de Kitt Peak (Arizona, Estados Unidos) y recibe su nombre de la Ocírroe de la mitología griega, hija de Quirón y Cariclo.

## Órbita
Los centauros tienen vidas dinámicas breves debido a las fuertes interacciones con los planetas gigantes. Se estima que Ocírroe tiene una vida media orbital de aproximadamente 670 000 años. De los objetos listados como centauros por el Centro de Planetas Menores (MPC en inglés), el Laboratorio de Propulsión a Reacción,(JPL en inglés) y la Deep Ecliptic Survey (DES), Ocírroe tiene la segunda menor distancia de perihelio de cualquier centauro numerado. (315898) 2008 QD tiene un perihelio menor.
Ocírroe recorre una órbita moderadamente excéntrica alrededor del Sol en poco más de 24 años. La excentricidad de su órbita es de 0,306, con una inclinación de 15,67° respecto a la eclíptica.

## Nombre
Se le dio el nombre de Ocírroe, hija de Quirón y Cariclo en la mitología griega. El nombre significa "que corre rápidamente" o "que fluye rápido".

## Características físicas
Ocírroe pasó por su perihelio a principios de 2008 y mostró variaciones de magnitud significativas durante marzo y abril de 2008. Esto podría ser un indicio de sublimación de volátiles. Por ello se supone que al igual que los centauros Quirón y Equeclo, muestra actividad similar a un cometa.